# Pavetta nbumbulensis
Pavetta nbumbulensis är en måreväxtart som beskrevs av Cornelis Eliza Bertus Bremekamp. Pavetta nbumbulensis ingår i släktet Pavetta och familjen måreväxter. Inga underarter finns listade i Catalogue of Life.